# Autoregulació
|  | Aquest article tracta sobre l'autoregulació en l'activitat industrial i comercial. Si cerqueu la capacitat psicològica, vegeu «autocontrol». |

L'autoregulació o autocontrol en economia o dret és la capacitat o l'obligació d'un organisme de controlar si mateix el funcionament o la qualitat dels productes o la qualitat de treball dels membres sense haver menester una inspecció o control per un organisme públic. Aquesta autoregulació pot ser voluntària o imposada per la llei. La regulació implica necessàriament que s'apliqui una força coercitiva al comportament humà voluntari. Sigui regulació o autoregulació, consisteix en restriccions normatives sobre una conducta que sensa ella seria lliure.
La concepció neoliberal preconitza una mínima intervenció dels poders públics, segons el principi que n'hi ha prou amb les forces del mercat: les empreses tindrien tot interés que els clients quedin satisfets i que tinguin una vida llarga i feliç. Els escandols sanitaris, alimentaris i financers de les últimes dècades que aquest autoregulació sovint no funciona. A més codis voluntaris tendeixen a limitar les conseqüències al mínim comú denominador. Tampoc no és pas una dicotomia absoluta: com si, en absència de regulació, l'humà només faria necessàriament coses dolentes. En aquest aspecte, l'home de negocis és imperfecte i no difereix de l'home en general. Regulació excessiva, en canvi, pot conduir a rigiditat i frenar qualsevol creativitat o innovació. Lleis fan nogensmenys menester per protegir la societat contra les persones poc honrades.

## Uns casos particulars
En el sector agroalimentari, als Països Catalans que formen part de l'Estat espanyol, l'autocontrol és una obligació legal i les empreses han d'organitzar un sistema d'autocontrol documentat de les primeres matèries, del procés de fabricació i del producte acabat. A més, la llei imposa la traçabilitat. A Catalunya del Nord, la llei imposa un control segons els principis de l'HACCP des de 1998. Andorra té la seva llei de salut animal i seguretat alimentària des de 2012.